# Livin’ Like Hustlers
Livin’ Like Hustlers — дебютный студийный альбом группы Above the Law, 1990 года, признанный классикой жанра и попавший в список 100 самых успешных рэп альбомов. К альбому было выпущено два видеоклипа — «Untouchable» и «Murder Rap». Данный альбом является первым в хип-хопе, в котором содержится полноценное джи-фанк звучание. Позже данное поднаправление стало типичным и каноничным для хип-хопа Западного побережья.

## Список композиций
1. «Murder Rap» — 4:14
2. «Untouchable» — 3:45
3. «Livin’ Like Hustlers» — 5:45
4. «Another Execution» — 4:21
5. «Menace to Society» — 4:33
6. «Just Kickin’ Lyrics» — 4:22
7. «Ballin’» — 4:19
8. «Freedom of Speech» — 4:20
9. «Flow On (Move Me No Mountain)» — 3:57
10. «The Last Song» (при участии: N.W.A.) — 6:21

## Семплы
- «Untouchable»
  - «Light My Fire» — The Doors
- «Livin’ Like Hustlers»
  - «Hikky-Burr» — Куинси Джонс
- «Just Kickin’ Lyrics»
  - «Hyperbolicsyllabicsesquedalymistic» — Айзек Хейз
- «Freedom щf Speech»
  - «Take Me Just As I Am» — Лин Коллинз
- «Ballin’»
  - «We All Know Who We Are» — Cameo
- «Flow On (Move Me No Mountain)»
  - «Move Me No Mountain» — Love Unlimited

## Чарты
Альбом
| Год  | Чарт                   | Позиция |
| ---- | ---------------------- | ------- |
| 1990 | Billboard 200          | 75      |
| 1990 | Top R&B/Hip-Hop Albums | 14      |

Синглы
| Год  | Сингл         | Чарт                               | Позиция |
| ---- | ------------- | ---------------------------------- | ------- |
| 1990 | «Murder Rap»  | Hot Dance Music/Maxi-Singles Sales | 41      |
| 1990 | «Untouchable» | Hot Rap Singles                    | 1       |